# Aufstand von Van
Bergmann-Offensive –
Sarıkamış –
Ardahan –
Van –
Malazgirt –
Karakilise –
Erzurum –
Trabzon –
Bitlis –
Muş –
Deutsche Kaukasusexpedition –
Sardarapat –
Abaran –
Karakilisa –
Baku

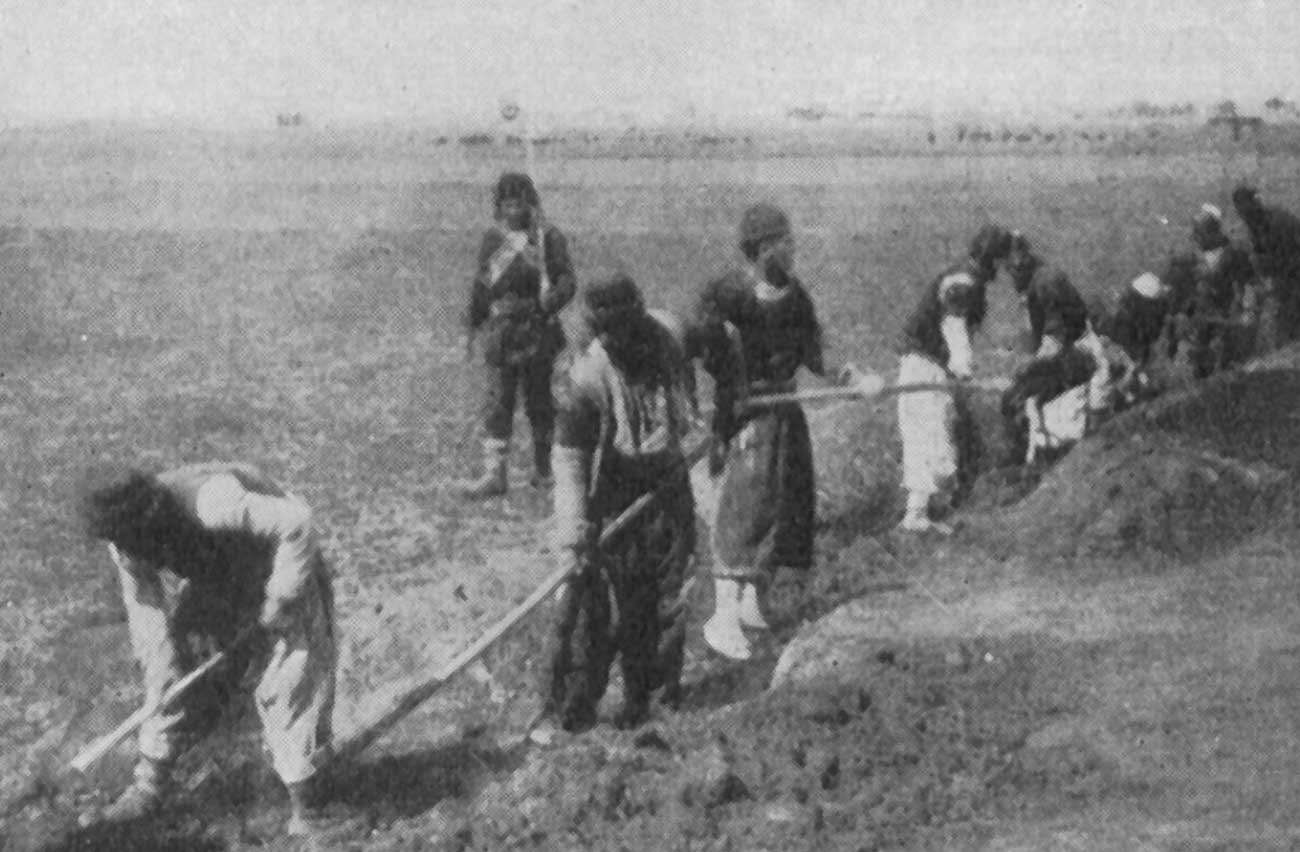
Armenier beim Graben von Schützengräben

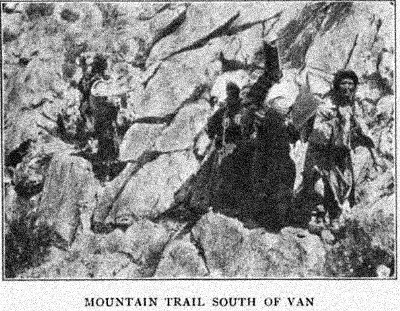
Armenische Flüchtlinge südlich von Van

Der Aufstand von Van (armenisch Վանի Հերոսամարտ Wani Herosamart, türkisch Van Direnişi ‚Widerstand von Van‘) war der Versuch osmanischer Armenier, sich im Frühjahr 1915 gegen die Massaker des Osmanischen Reiches an den Armeniern im Vilâyet Van zu wehren. Van war zu dieser Zeit eines der sechs armenischen Vilâyets. Die osmanische Regierung nahm den armenischen Widerstand zum Vorwand für die Deportation der Armenier im gesamten Osmanischen Reich. Der Beschluss zur Deportation und Vernichtung der Armenier war allerdings bereits vor dem Aufstand gefallen.
Rafael de Nogales untermauert die Berichte anderer Zeitzeugen, die armenische Stellung bei Van sei defensiv ausgerichtet gewesen und eine Widerstandsaktion gegenüber den Massakern. Der überwiegend in der Stadt Van erfolgende Aufstand sei ein seltener Fall gewesen, bei dem die Armenier gegen die Streitkräfte des Osmanischen Reiches kämpften.
Die Kämpfe dauerten vom 19. April bis zum 17. Mai 1915 an, bis sich die osmanische Armee zurückzog, als sich die Armee des Russischen Kaiserreiches näherte. Ihr waren die Armenische Revolutionäre Föderation (Daschnaken), die Sozialdemokratische Huntschak-Partei (Huntschak) und die Demokratisch-liberale Partei (Armenakan) angeschlossen.
Den Aufstand leitete der Armenier Aram Manukjan; die Osmanische 3. Armee kommandierte Dschevdet Bey, Gouverneur der Provinz Van, Halil Bey, der Kommandeur der Gendarmerie, Köprülü Kâzım Bey, Oberstleutnant und der venezolanische Abenteurer Rafael de Nogales. Die Stärke der armenischen Fedajin betrug 1300 Mann, während die Schlagkraft der 3. Armee über 5000 Soldaten betrug. Insgesamt wurden 55.000 Zivilisten getötet, die meisten von ihnen Armenier.
Im Zuge des versuchten Widerstands der Armenier im Rahmen der Kaukasusfront wurde vom osmanischen Parlament das Tehcir-Gesetz verabschiedet, im Zuge dessen zunächst die Armenier in Konstantinopel und später alle Armenier im gesamten Reich deportiert werden sollten.